# 크리스티안 베르켈
크리스티안 베르켈(독일어: Christian Berkel, 1957년 10월 28일 ~ )은 독일의 배우이다.

## 출연 작품

### 영화
- 베를린의 밤 (1977)
- 엑스페리먼트 (2001)
- 다운폴 (2004)
- 플라이트플랜 (2005)
- 블랙북 (2006)
- 플레임 & 시트런 (2008)
- 안나 성당의 기적 (2008)
- 작전명 발키리 (2008) - 메르츠 폰 크비른하임 역
- 바스터즈: 거친 녀석들 (2009)
- 레닌그라드: 900일간의 전투 (2009) - 윈켈메이어 역
- 맨 프롬 UNCLE (2015)
- 트럼보 (2015)
- 엘르 (2016)
- 정글북 (2016)
- 왓 더즌트 킬 어스 (2018)

### 텔레비전 드라마
- 타트오르트 (1978, 2005)